# Monasterio Atumashi
El Monasterio Atumashi (en birmano: အတုမရှိကျောင်း /ʔətṵməʃḭ tɕáʊɰ̃/; formalmente Mahā Atulaveyan Kyaungdawgyi o မဟာ အတုလဝေယန် ကျောင်းတော်ကြီး/məhà ʔətṵla̰ wèjàɰ̃ tɕáʊɰ̃dɔ̀dʑí/) es un monasterio budista ubicado en Mandalay, Myanmar (Birmania).

## Historia

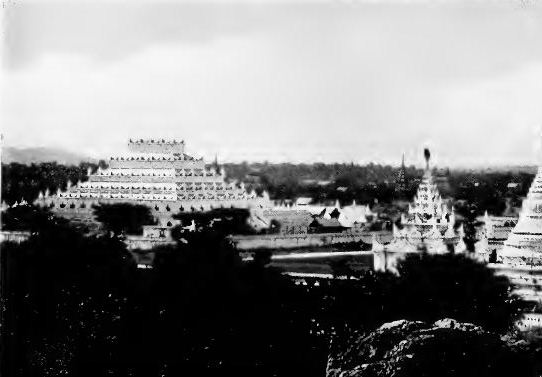
Monasterio de Atumashi en la década de 1880

Fue construido en 1857 por el rey Mindon, dos años después de que la capital se trasladara a Mandalay. Fue construido a un costo de 500.000 rupias. La estructura original del monasterio fue construida usando teca, cubierta con estuco en el exterior, con la peculiaridad de que estaba coronada por cinco terrazas rectangulares graduadas en lugar de los tradicionales pyatthat s, techos escalonados y chapiteles de estilo birmano. Monasterio Atumashi
La estructura se quemó en 1890 después de que un incendio en la ciudad destruyera tanto el monasterio como la imagen de Buda de 30 pies (9,1 m) de altura, así como juegos completos del Tipitaka. Durante el incendio, también desapareció un diamante de 19,2 quilates (32 ratti), que adornaba la imagen de Buda (originalmente entregada al rey Bodawpaya por Maha Nawrahta, el gobernador de Arakan). Monasterio Atumashi
En 1996, el Departamento Arqueológico de Birmania reconstruyó el monasterio con trabajo penitenciario.

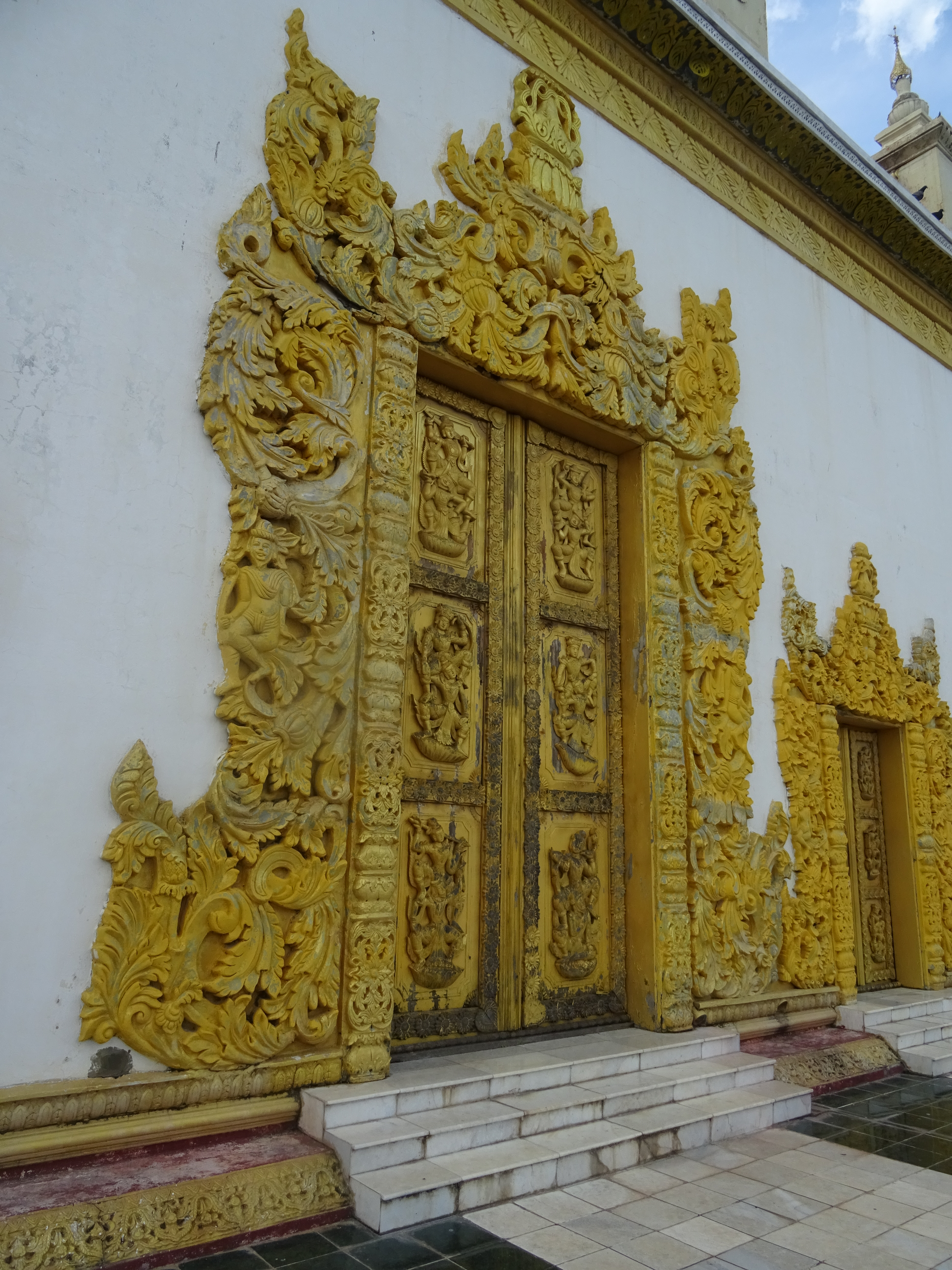
puerta dorada
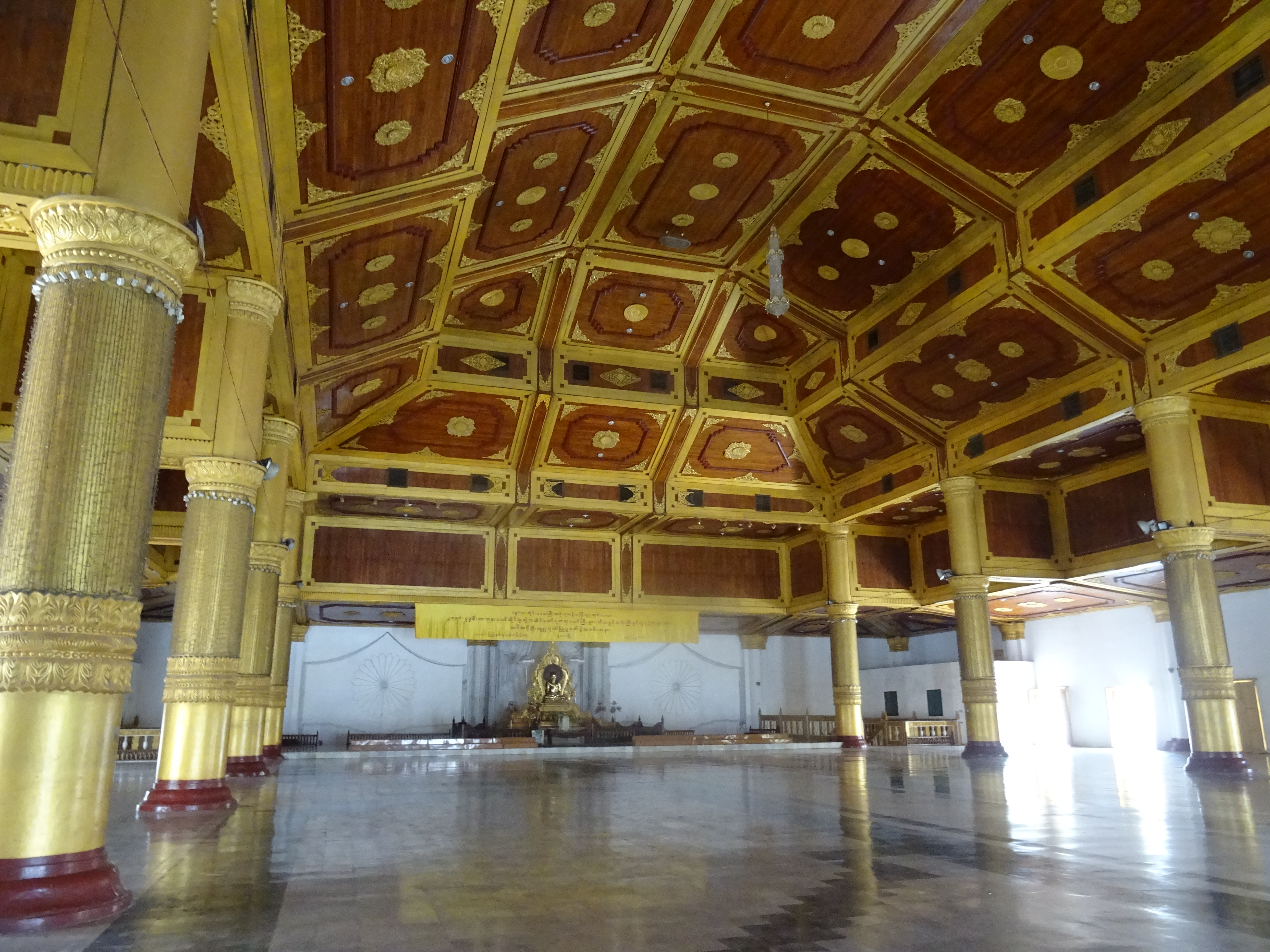
Interior